# جورج هوغ
جورج هوغ (بالإنجليزية: George Hogg)‏ (1914-1945) كان مغامراً وصحفياُ إنجليزياً. تخرج من جامعة أوكسفورد للاقتصاد. معروفٌ عن جورج أنه قام بإنقاذ 60 طفلاً صينياً أثناء الحرب بين الصين واليابان.

## حياته
ترعرع جورج في مدينة هاربندن في إنجلترا وقد درس في مدرسة «القديس جورج». في عام 1937 أبحر جورج على متن السفينة ار ام اس كوين ماري إلى نيويورك حيث إنضم إلى عمته «موريل لستر»، والتي معروف عنها بمعارضتها للعنف، وبعدها أبحروا إلى اليابان. في يناير عام 1938 انطلق من اليابان إلى رحلة من المفترض أن تكون ليومين فقط إلى شنغهاي ولكنه لم يعد. مات بعد سبع سنوات في الصين.

## حياته في الصين
عندما وصل إلى الصين وجد نفسه في وسط معركة غير معلن عنها بين الصين واليابان (حرب السينو اليابانية الثانية). بعد أن شهد العمل الوحشي من قبل القوات اليابانية الإمبيريالية قرر أن يساعد بعض المواطنين الصينيين وبقى في الصين دون علم والديه.
يقال عن جورج بأنه كا مراسلاً حراً لإحد وكالات الأنباء والتي تدعى ب"Associated Press" التي تأسست عام 1848. رافق جورج الفوج الثامن ل«ماو» في «ينان» وبعدها تم إخراجهم من الصين من قبل القوات اليابانية. في تلك الحقبة، ساعد جورج ممرضة من نيوزيلندا بصنع الطعام والأدوية للشيوعيين.